# Санжариха
Санжа́риха — село в Україні,у Черкаському районі Черкаської області, у складі Ротмістрівської сільської громади. У селі мешкає 651 людей.

## Населення

### Мова
Розподіл населення за рідною мовою за даними перепису 2001 року:
| Мова       | Кількість | Відсоток |
| ---------- | --------- | -------- |
| українська | 632       | 97.08%   |
| російська  | 18        | 2.77%    |
| білоруська | 1         | 0.15%    |
| Усього     | 651       | 100%     |

## Галерея

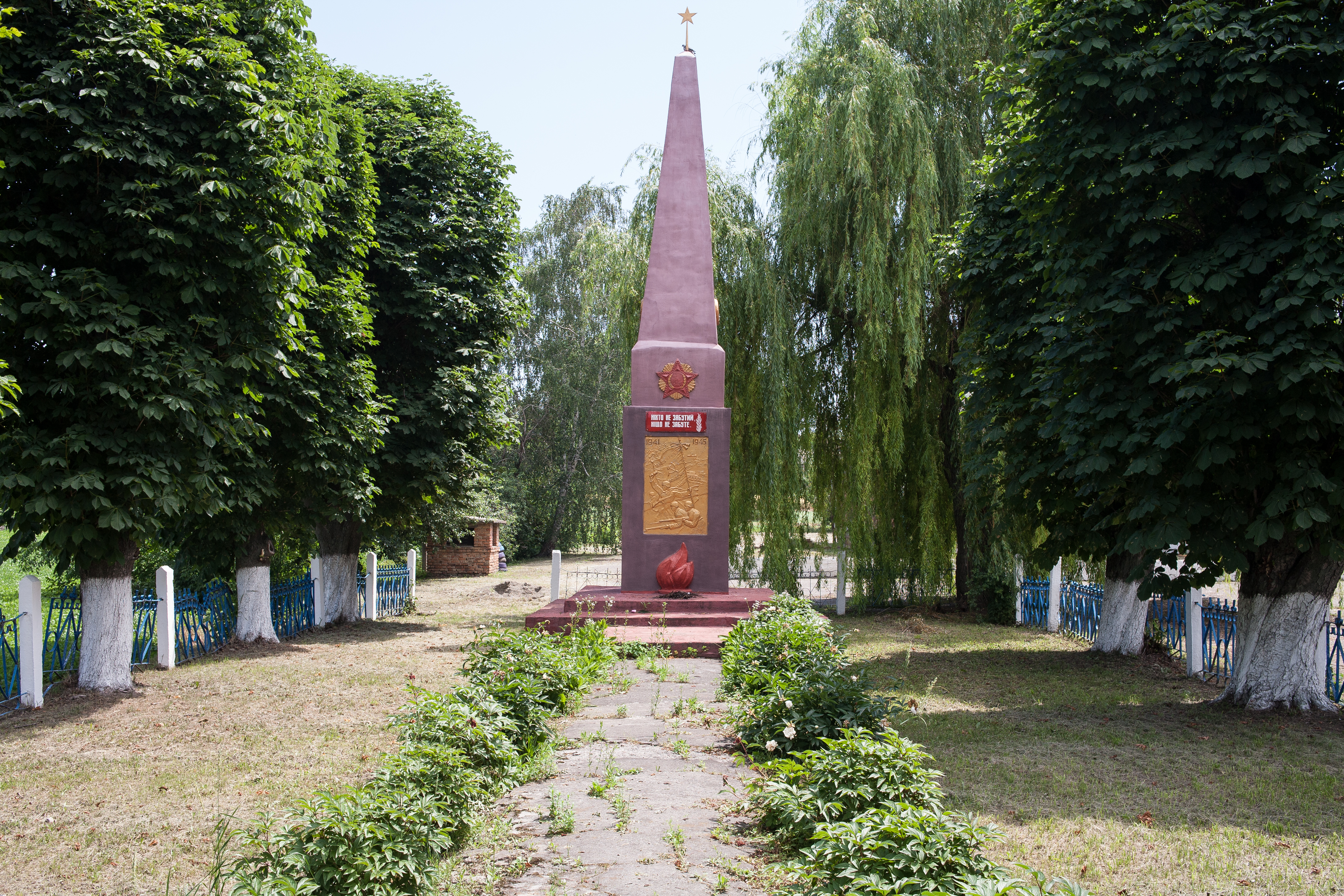
Пам'ятник воїнам-односельцям
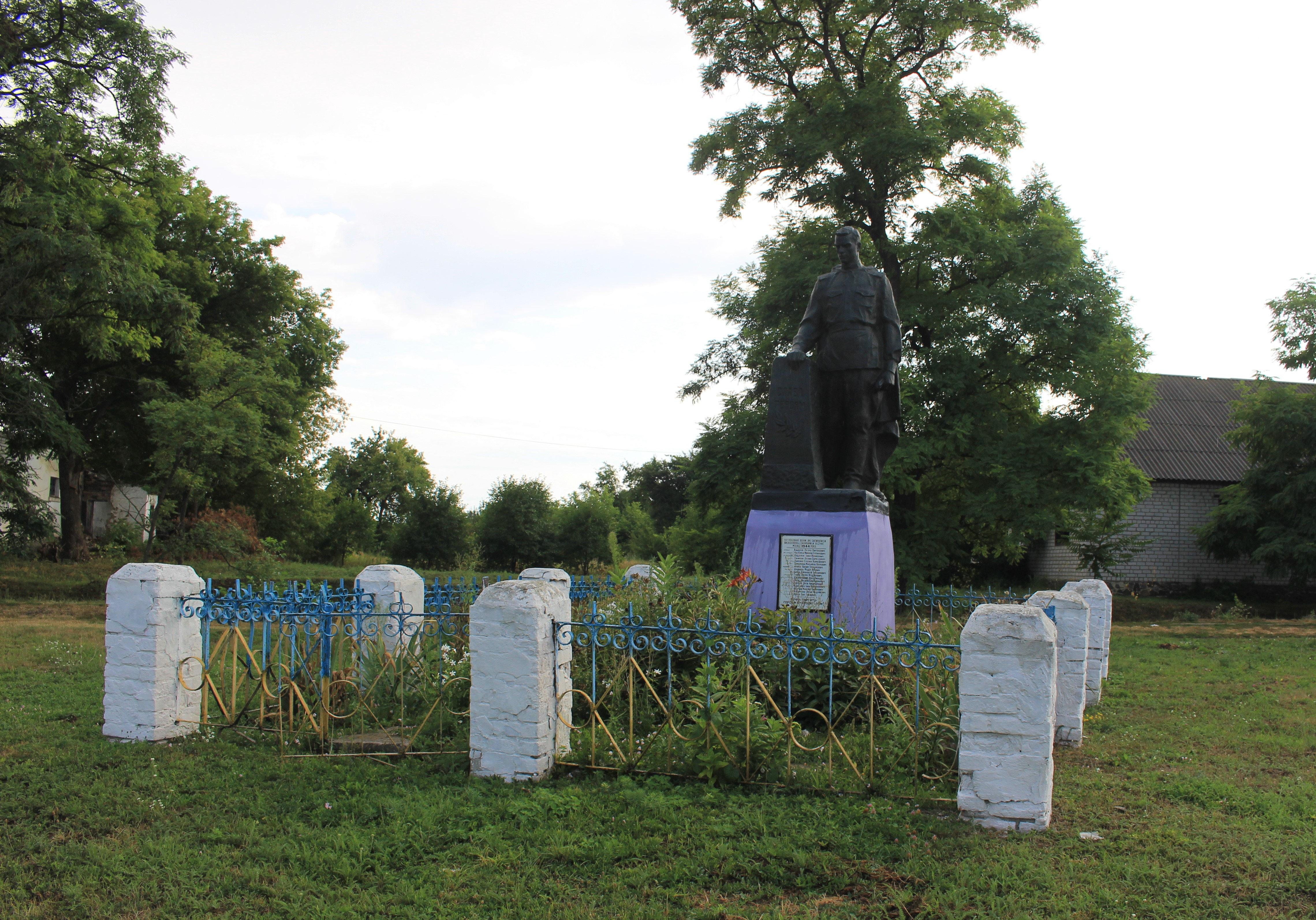
Братська могила радянських воїнів